# Violazione (romanzo)
Violazione è il primo romanzo della scrittrice Alessandra Sarchi.
Pubblicato nel 2012 dalla Casa editrice Einaudi, il libro è stato vincitore del Premio Volponi per l'Opera Prima.

## Trama
Primo Draghi è un brillante imprenditore e proprietario terriero. Ha acquistato molti terreni, in genere ceduti dai vicini, e si è costruito un'abitazione signorile. Nella tenuta vi sono anche molti animali da allevamento, trattati secondo principi biologici; la famiglia gode in tal modo dei contributi per l'agricoltura biologica. Così, liberando terreni di boscaglia, Primo si è lanciato nell'impresa di creare case di lusso per clienti danarosi che vogliano lasciare la città.
La famiglia Donelli si fa avanti per l'acquisto di un immobile e Primo offre loro un pranzo di domenica, per mostrare con agio tutte le meraviglie del posto. Alberto Donelli, funzionario della Regione, ricorda di aver esaminato le pratiche con cui Primo aveva inoltrato domanda per le modifiche fatte al paesaggio e per la ristrutturazione di ruderi già presenti. Quando, con la moglie e i due figli, Alberto esplora l'intero complesso agrario, tutti si entusiasmano e l'affare è deciso. I Donelli si stabiliranno in un ex casolare, totalmente rimodernato e ceduto a un prezzo molto allettante.
La famiglia Draghi ha avuto molti dipendenti provenienti dall'Est europeo, ma nessuno era rimasto a lungo. Da tempo però, la nuova colf e tuttofare Natasha si era ampiamente meritata la fiducia della famiglia, tanto che, quando aveva chiesto se le permettevano di ospitare l'unico figlio Jon, la risposta era stata affermativa. Privo di un regolare permesso e fatto passare dalla madre per minorenne, Jon si occupava dei cavalli e all'occorrenza svolgeva altri lavori, ma il suo sogno era di poter proseguire gli studi interrotti a causa del trasferimento. Lo si vedeva molto spesso con libri, intento a migliorarsi.
In occasione di una frana, causata dai disboscamenti di Primo, il ragazzo aveva dovuto lavorare per nascondere l'accaduto. Primo dava per scontato che Jon non avrebbe mai osato parlare, ma per non avere brutte sorprese, aveva minacciato il ragazzo, facendo leva sulla sua clandestinità. L'arrivo dei Donelli aveva creato un legame tra il loro primogenito Filippo, la figlia maggiore di Primo, Teresa e Jon. Tutto si risolveva con qualche cavalcata e Jon evitava di parlare di sé, però la continua autorepressione lo aveva spinto a confidare a Filippo la storia della frana e altre irregolarità osservate.
Un giorno, Primo decide di abbattere gli alberi lungo il torrente che passa nella tenuta. Vuole altra terra da costruzione. Porta con sé Jon e gli spiega come sradicare gli alberi ma, con incredulità, si sente chiedere se l'operazione sia lecita. Primo ha sottovalutato il ragazzo e crede di atterrirlo riempiendolo di insulti; ciò ha l'effetto di spingere Jon a tenere testa al padrone, ormai convinto che stia agendo in modo illecito. La furia di Primo si scatena: picchia il ragazzo che però gli sfugge e corre all'impazzata lontano.
Salito sul mezzo da disboscamento, Primo si getta alla ricerca di Jon: arrivato alla casa dei Donelli chiede loro del ragazzo e afferma di volerlo uccidere. Nessuno lo prende alla lettera e invece, quando Primo trova Jon, lo atterra e lo minaccia con una pistola. Poi partono gli spari e la giovane vita è stroncata. Natasha che tutto vede, chiama la polizia. Primo, che ha ripreso il sangue freddo, appoggiato dal suo avvocato, dichiara di aver perso la testa e di non aver voluto davvero uccidere. I Donelli si sentono invece responsabili, però tutto fa credere loro che Primo se la caverà con poco, anche a causa del fatto che Jon  era clandestino.

## Personaggi
Famiglia Draghi
- Salvatore, immigrato dal Molise, si è trasferito nei pressi di Bologna.
- Berenice, moglie, poi vedova di Salvatore.
- Primo, figlio di Salvatore e Berenice, superstite di numerosi fratelli, è un imprenditore di pochi scrupoli.
- Genny, moglie di Primo[5].
- Teresa, primogenita di Primo e Genny, ha tredici anni all'inizio del romanzo.
- Vanessa, secondogenita di Primo e Genny, nata un anno dopo Teresa, è affetta da un gravissimo e misterioso handicap.

Famiglia Donelli
- Alberto, funzionario della Regione.
- Linda, moglie di Alberto, è medico ma preferisce definirsi ricercatrice.
- Filippo, primo figlio di Alberto e Linda, ha circa quindici anni, poi diciassette.
- Martina, seconda figlia di Alberto e Linda, è nata più di dieci anni dopo Filippo.

I moldavi
- Natasha, domestica tuttofare della famiglia Draghi.
- Jon Sibiencu, figlio di Natasha, clandestino in Italia, dichiara diciassette anni, ma ha superato i diciannove.

## Edizioni
- Alessandra Sarchi, Violazione, Einaudi, Torino 2012